# Eidgenössischen Konstruktionswerkstätten
Eidgenössischen Konstruktionswerkstätten (EKW) är en sammanslutning av Schweiziska flygplanstillverkare som syftade till att göra Schweiz oberoende av import av utländska flygplan. 

## Historia
Ansträngningarna för att göra Schweiz oberoende av import av utländska militärflygplan började redan 1915.

## Platser
- Thun
- Dübendorf
- Emmen

## Personer
- Chefskonstruktör August Haefeli (1915 till 1929)

## Flygplan
- EFW DH-1
- EFW DH-2
- EFW DH-3
- EFW DH-4
- EFW DH-5A
- EFW C-35
- EKW C-36
- EFW C-3601
- EFW C-3602
- EFW C-3603
- EFW C-3604
- EFW C-3605
- EFW N-20

## Tanks
- Nahkampfkanone 1
- Panzer 58
- Panzer 61
- Panzer 68
- Target Tank 68
- Entpannungspanzer 65
- Brückenpanzer68
- 35 mm anti aircraft tank B22L
- Tank gun 68